# Assedio di Petersburg
La campagna di Richmond-Petersburg comprende una serie di battaglie che si svolsero, attorno alla città di Petersburg in Virginia, tra il 15 giugno 1864 e il 25 marzo 1865, durante la Guerra civile americana. Sebbene sia più conosciuto come assedio di Petersburg, non fu un classico assedio militare, nel quale una città è completamente circondata e tutte le linee di rifornimento vengono tagliate.
Furono dieci mesi di guerra di trincea durante i quali le forze dell'Unione, comandate dal tenente generale Ulysses S. Grant assaltarono Petersburg senza ottenere alcun successo e poi costruirono delle linee di trincea che si estendevano per oltre 30 miglia ad est e a sud della città. Petersburg era un punto cruciale per le linee di rifornimento dell'armata Confederata del generale Robert E. Lee e per la capitale Confederata Richmond.
Lee alla fine cedette all'opprimente pressione (quando le linee di rifornimento furono del tutto tagliate e stava per iniziare un vero e proprio assedio) e, nell'aprile del 1865, abbandonò entrambe le città ritirandosi e arrendendosi definitivamente nella Campagna di Appomattox. L'assedio di Petersburg fu un'anticipazione della guerra di trincea che caratterizzò la prima guerra mondiale; inoltre si distinse per la più grande concentrazione di truppe afro-americane impiegate nella guerra, che dimostrarono un grande valore, soffrendo un altissimo numero di perdite, in particolar modo nella battaglia del cratere e nella battaglia di Chaffin's Farm.

## Antefatti
Petersburg, una città che contava 18 000 abitanti, era il centro dei rifornimenti per la capitale Confederata Richmond, essendo posta strategicamente a sud della città, con a lato il fiume Appomattox che aveva un canale navigabile d'accesso al fiume James e il suo ruolo di congiunzione per cinque linee ferroviarie. La conquista di Petersburg da parte delle forze dell'Unione avrebbe reso impossibile, per Lee, continuare a difendere Richmond.
La battaglia per la città iniziò poco dopo la sconfitta dell'Unione a Cold Harbor. Grant decise di conquistare Richmond passando per Petersburg e, il 15 giugno iniziò il posizionamento dell'esercito dell'Unione, allontanandosi da Lee e attraversando il fiume James. Questo rappresentò un cambiamento di strategia rispetto alla precedente Campagna Terrestre: prima, l'obiettivo principale era il confronto e la sconfitta dell'esercito di Lee in campo aperto; nella nuova strategia, invece, Grant selezionò degli obiettivi geografici e politici ben sapendo che, con le sue risorse nettamente superiori, avrebbe potuto assediare Lee in quelle città, bloccarlo, e anche costringerlo alla resa per fame o attirarlo fuori per la battaglia decisiva. Lee, inizialmente, credeva che l'obiettivo principale di Grant fosse Richmond; per questo motivo assegnò solo una minima parte di truppe, al comando del generale P.G.T. Beauregard alla difesa di Petersburg.

## Le forze in campo
All'inizio della Campagna, le forze dell'Unione comandate da Grant, erano formate dall'Armata del Potomac comandata dal maggior generale George G. Meade e dall'Armata del James comandata dal maggior generale Benjamin Butler.
L'Armata del Potomac era formata da:
- Il II Corpo d'armata del maggior generale Winfield S. Hancock, con le divisioni del maggior generale David B. Birney, del maggior generale John Gibbon e del generale di brigata Francis C. Barlow.
- Il V Corpo d'armata del maggior generale Gouverneur K. Warren, che includeva le divisioni dei generali di brigata Charles Griffin, Romeyn B. Ayres, Samuel W. Crawford e Lysander Cutler.
- Il VI Corpo d'armata del maggior generale Horatio G. Wright, che includeva le divisioni dei generali di brigata David A. Russell, Thomas H. Neill e James B. Ricketts.
- Il IX Corpo d'armata del maggior generale Ambrose Burnside, che includeva le divisioni dei generali di brigata James H. Ledlie, Robert B. Potter, Orlando B. Willcox e Edward Ferrero (l'ultima divisione ad essere formata da Afro-americani).
- Il Corpo d'armata della cavalleria del maggior generale Philip H. Sheridan, che includeva le divisioni dei generali di brigata Alfred T.A. Torbert, David McM. Gregg e James H. Wilson.

L'Armata del James era formata da:
- Il X Corpo d'armata del generale di brigata Alfred H. Terry, che includeva le divisioni dei generali di brigata Robert S. Foster and Adelbert Ames.
- Il XVIII Corpo d'armata del maggior generale William F. "Baldy" Smith, che includeva le divisioni dei generali di brigata William T. H. Brooks, John H. Martindale, e Edward W. Hinks (l'ultimo anche una divisione dello United States Colored Troops (USCT), formata cioè da afro-americani).
- Una divisione di cavalleria comandata dal generale di brigata August Kautz.

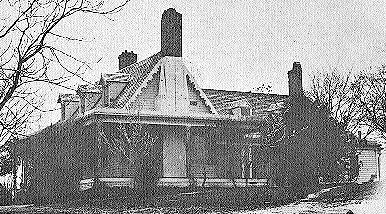
Il bungalow nella piantagione Appomattox Manor, quartier generale del generale Grant

Grant pose il suo quartier generale in un bungalow nella piantagione Appomattox Manor di proprietà del dott. Richard Eppes.
Le forze Confederate di Lee consistevano nell'Armata Confederata della Virginia Settentrionale e uno sparpagliato, disorganizzato gruppo di 10 000 ragazzi e uomini che difendevano Richmond al comando del generale P.G.T. Beauregard. L'Armata della Virginia settentrionale era organizzata in cinque Corpi d'armata:
- Il I Corpo d'armata, al comando del tenente generale Richard H. Anderson, che includeva le divisioni dei maggior generali George E. Pickett, Charles W. Field e Joseph B. Kershaw.
- Il II Corpo d'armata, al comando del tenente generale Jubal A. Early, era stato distaccato il 12 giugno per operare nella Shenandoah Valley e non ebbe nessun ruolo nella difesa di Petersburg.
- Il III Corpo d'armata, al comando del tenente generale A.P. Hill, che includeva le divisioni dei maggior generali Henry Heth, Cadmus M. Wilcox e del generale di brigata William Mahone.
- Il Corpo d'armata della cavalleria, al comando del maggior generale Wade Hampton, che includeva le divisioni dei maggior generali Fitzhugh Lee e W.H.F. "Rooney" Lee.

I Dipartimenti della Carolina del Nord e della Virginia del Sud di Beauregard avevano, sulla carta, quattro divisioni al comando dei maggior generali Robert Ransom, Jr., Robert F. Hoke, William H. C. Whiting, e del generale di brigata Alfred H. Colquitt. (Nel prosieguo della Campagna, il Dipartimento di Beauregard si sarebbe riorganizzato in due divisioni, al comando dei maggior generali Hoke and Bushrod Johnson).
Durante la Campagna le armate di Grant erano in grande soprannumero rispetto a quelle di Lee; tuttavia le forze in campo variarono. Durante l'assalto iniziale alla città 15 000 uomini dell'Unione ne affrontarono 5 400 sotto Beauregard. Il 18 giugno le forze Federali potevano contare su 67 000 uomini contro i 20 000 dei Confederati. Il rapporto classico delle forze in campo si ebbe a metà luglio, quando, a Petersburg, l'Unione poteva contare su 70 000 uomini contro i 36 000 dei Confederati, mentre intorno a Richmond al comando di Butler c'erano 40 000 uomini contro i 21 000 Confederati. L'esercito dell'Unione, malgrado le pesanti perdite subite nella Campagna di Overland, era in grado di reintegrare soldati ed equipaggiamenti approfittando delle truppe dei presidi provenienti da Washington, incrementati dalla disponibilità dei soldati Afro-americani. Verso la fine dell'assedio Grant poteva contare su un esercito di 125 000 uomini per iniziare la Campagna di Appomattox. L'esercito Confederato, all'opposto, aveva difficoltà nel reintegrare gli uomini morti in battaglia, feriti o che avevano disertato.

## Battaglie
| Battaglia                                        | Luogo                       | Data                     | Esito                | Comandanti ed Effettivi Unione                           | Comandanti ed Effettivi CSA                                 | Perdite Unione | Perdite CSA | Note                                                                                        |
| ------------------------------------------------ | --------------------------- | ------------------------ | -------------------- | -------------------------------------------------------- | ----------------------------------------------------------- | -------------- | ----------- | ------------------------------------------------------------------------------------------- |
| Prima battaglia di Petersburg                    | Petersburg                  | 9 giugno                 | vittoria confederata | Quincy A. Gillmore Edward W. Hinks August V. Kautz 4 500 | Henry Alexander Wise P.G.T. Beauregard 2 500                | 40             | 80          |                                                                                             |
| Seconda battaglia di Petersburg                  | Petersburg                  | 15 - 18 giugno           | vittoria confederata | U. Grant G. Meade all'inizio 13 700 poi 62 000           | Robert E. Lee P.G.T. Beauregard all'inizio 5 400 poi 38 000 | 11 386         | 4 000       | ha inizio l'assedio di Petersburg                                                           |
| Battaglia di Jerusalem Plank Road                | Petersburg                  | 21 - 24 giugno           | inconcludente        | David B. Birney Horatio Wright                           | A. P. Hill William Mahone                                   | 2 962          | 572         | fu la prima di molte azioni contro le linee ferroviarie confederate                         |
| Battaglia di Staunton River Bridge               | Fiume Roanoke               | 25 giugno                | vittoria confederata | J. H. Wilson August V. Kautz 5 000                       | Fitzhugh Lee B. L. Farinholt 938                            | 116            | 34          |                                                                                             |
| Battaglia di Sappony Church                      | Contea di Sussex (Virginia) | 28 giugno                | vittoria confederata | J. H. Wilson August V. Kautz                             | Fitzhugh Lee Wade Hampton III                               |                |             |                                                                                             |
| Prima battaglia della stazione di Ream           | Contea di Dinwiddie         | 29 giugno                | vittoria confederata | J. H. Wilson August V. Kautz                             | Fitzhugh Lee William Mahone                                 |                |             |                                                                                             |
| Prima battaglia di Deep Bottom                   | Contea di Henrico           | 27 - 29 luglio           | vittoria confederata | W. S. Hancock P. H. Sheridan                             | R. S. Ewell R. H. Anderson                                  | 488            | 679         |                                                                                             |
| Battaglia del cratere                            | Petersburg                  | 30 luglio                | vittoria confederata | Ambrose Burnside                                         | Robert E. Lee                                               | 3 798          | 1 491       |                                                                                             |
| Seconda battaglia di Deep Bottom                 | Contea di Henrico           | 13 - 20 agosto           | vittoria confederata | W. S. Hancock 28 000                                     | Robert E. Lee Charles W. Field 8 500-20 000                 | 2 899          | 1 500       |                                                                                             |
| Battaglia di Globe Tavern                        | Petersburg                  | 18 - 21 agosto           | vittoria dell'Unione | G. K. Warren 20 000                                      | A. P. Hill 14-15 000                                        | 4 296          | 1 620       |                                                                                             |
| Seconda battaglia della stazione di Ream         | Contea di Dinwiddie         | 25 agosto                | vittoria confederata | W. S. Hancock 9 000                                      | A. P. Hill Henry Heth 8-10 000                              | 2 747          | 814         |                                                                                             |
| Il Raid della Bistecca                           | Virginia meridionale        | 14 - 17 settembre        | vittoria confederata |                                                          | Wade Hampton III 3 000                                      | 304            | 61          | il raid di oltre 100 miglia portò alla cattura di 2 468 capi di bestiame.                   |
| Battaglia di Chaffin's Farm o New Market Heights | Contea di Henrico           | 29 - 30 settembre        | vittoria dell'Unione | Benjamin Butler 26 600                                   | Robert E. Lee R. S. Ewell 14 500                            | 3 372          | 2 000       |                                                                                             |
| Battaglia di Peebles' Farm                       | Petersburg                  | 30 settembre - 2 ottobre | vittoria dell'Unione | G. K. Warren                                             | A. P. Hill                                                  | 2 889          | 1 239       |                                                                                             |
| Battaglia di Darbytown e New Market Roads        | Contea di Henrico           | 7 ottobre                | vittoria dell'Unione | David B. Birney August V. Kautz                          | Robert Hoke Charles W. Field                                | 458            | 700         |                                                                                             |
| Battaglia di Darbytown Roads                     | Contea di Henrico           | 13 ottobre               | vittoria confederata |                                                          |                                                             |                |             |                                                                                             |
| Battaglia di Fair Oaks e Darbytown Road          | Contea di Henrico           | 27 - 28 ottobre          | vittoria confederata | Benjamin F. Butler                                       | Charles W. Field                                            | 1 603          | meno di 100 |                                                                                             |
| Battaglia di Boydton Plank Road                  | Petersburg                  | 27 - 28 ottobre          | inconcludente        | W. S. Hancock                                            | Henry Heth                                                  | 1 758          | 1 300       |                                                                                             |
| Battaglia di Hatcher's Run                       | Petersburg                  | 5 - 7 febbraio           | vittoria dell'Unione | A. A. Humphreys G. K. Warren 34 517                      | John B. Gordon 13 835                                       | 1 539          | 1 161       |                                                                                             |
| Battaglia di Fort Stedman                        | Petersburg                  | 25 marzo                 | vittoria dell'Unione | John Parke                                               | John B. Gordon                                              | 1 044          | 4 000       | fu l'ultimo disperato tentativo di Lee di rovesciare con un attacco le sorti della Campagna |

## Battaglie del 1864
Esercito Confederato
     Esercito dell'Unione

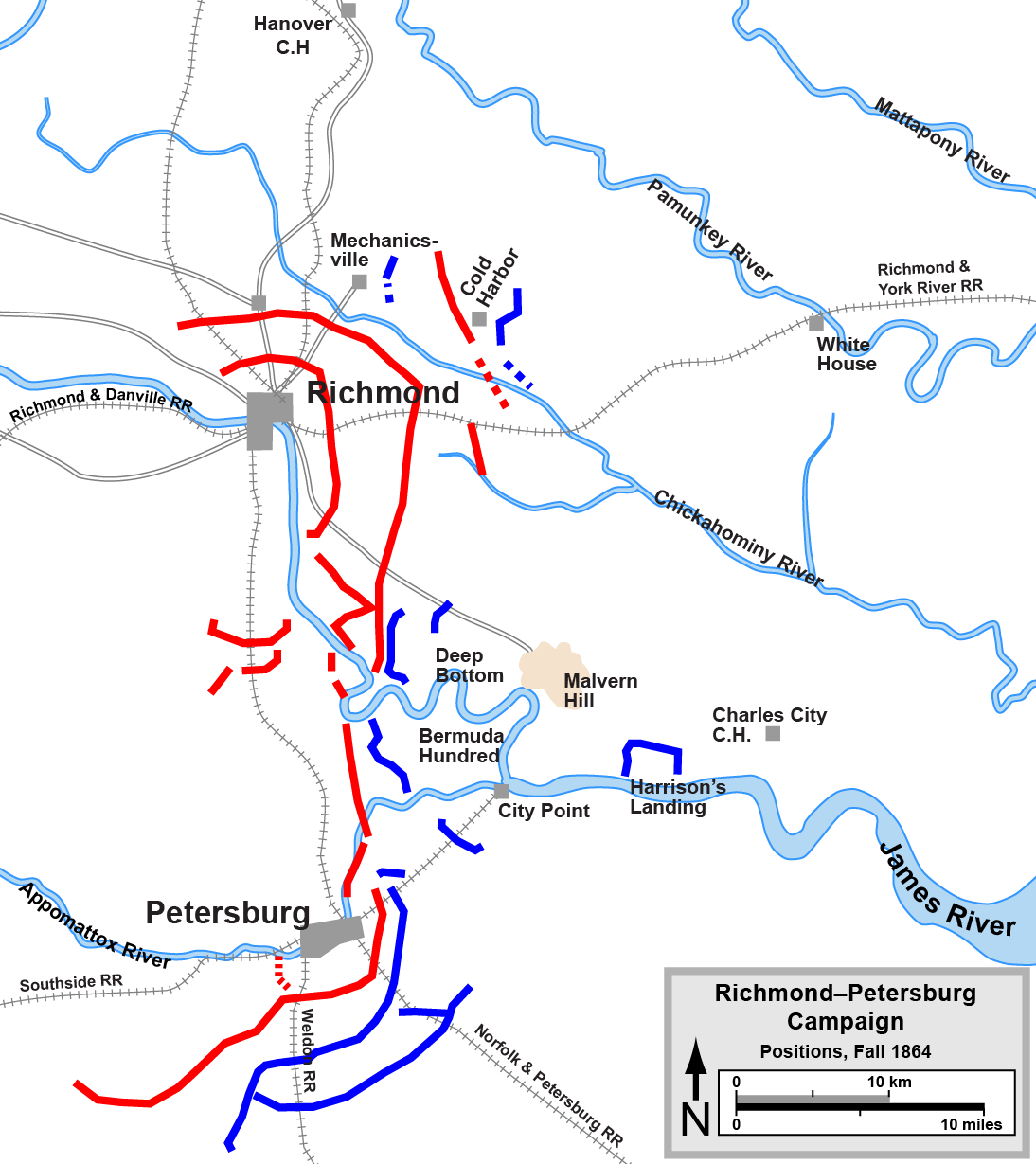
Teatro di guerra Richmond-Petersburg, autunno 1864
Esercito Confederato
Esercito dell'Unione

 Prima battaglia di Petersburg 9 giugno 
Il 9 giugno, il maggior generale Benjamin Butler dispiegò circa 4 500 uomini, tra cavalleria e fanteria, contro i 2 500 Confederati disposti a difesa di Petersburg. Questa fu chiamata "la battaglia dei vecchi uomini e dei giovani ragazzi" dai residenti locali, a causa dell'età dei difensori, visto che la maggior parte delle truppe confederate erano state spostate verso nord per rafforzare Lee, lasciando sguarnite le difese di Petersburg. Mentre la fanteria di Butler doveva attaccare le fortificazioni della Linea Dimmock (una linea di opere lunga 16 km, a est della città, di cui 55 batterie di artiglieria), la divisione di cavalleria di Kautz avrebbe dovuto entrare in città da sud-est. La fanteria esitò ad attaccare, considerando troppo forti le linee difensive, e così l'attacco della cavalleria fu respinto dai soldati di guardia. Il Maj. Gen. Quincy A. Gillmore decise il ritiro delle truppe unioniste, causando l'ira di Butler. Dal 14 al 17 giugno l'Armata del Potomac attraversò il fiume James e iniziò a spostarsi verso Petersburg per rinnovare gli assalti di Butler.

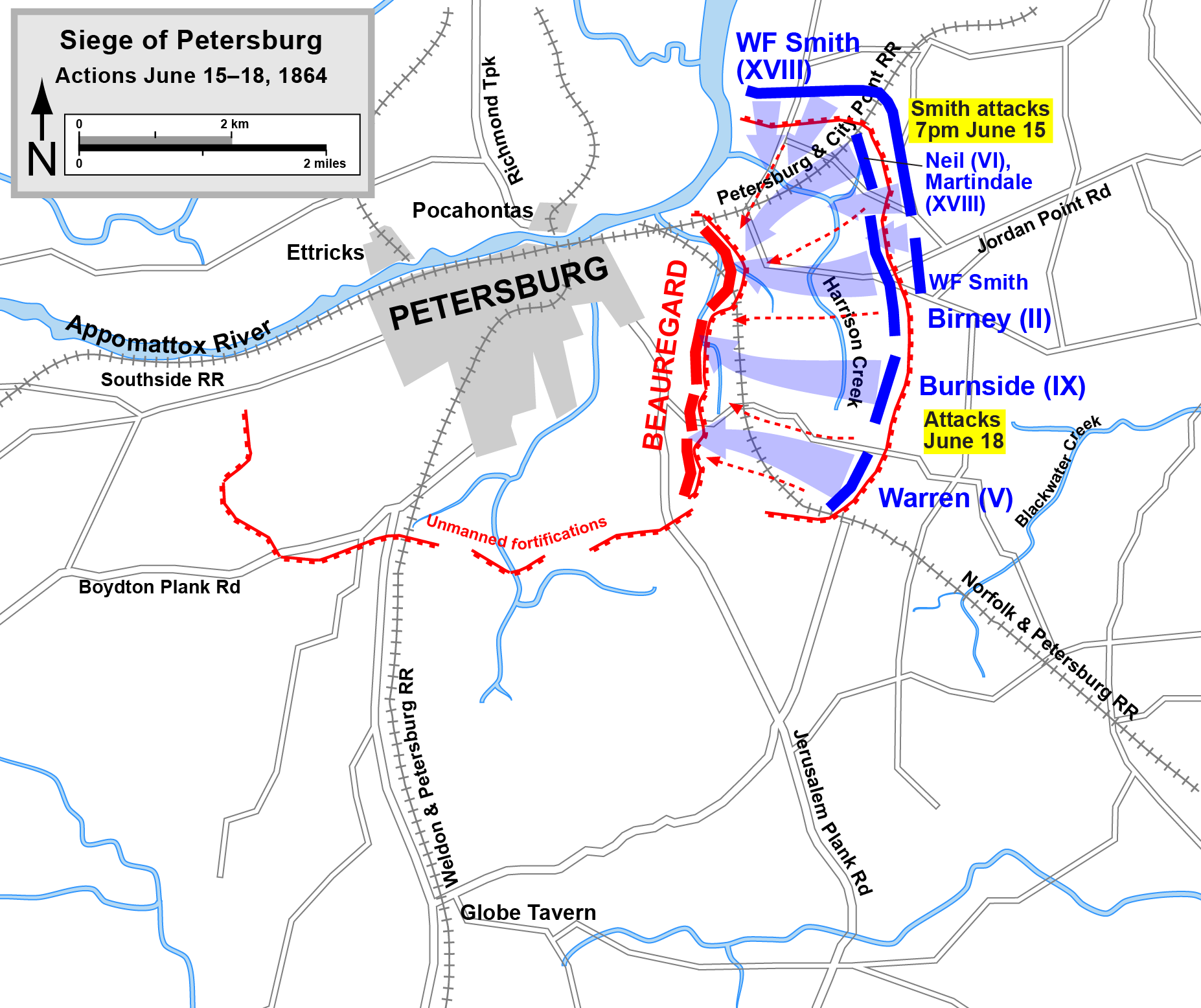
Assedio di Petersburg, battaglie del 15-16 giugno

 Seconda battaglia di Petersburg 15 - 18 giugno 
La maggior parte dell'Armata del Potomac attraversò il fiume James su barconi o utilizzando dei ponti a Windmill Point. Beauregard, sospettando un attacco, fece precipitosamente rientrare Bushrod Johnson da Bermuda Hundred e le truppe di Hoke iniziarono a confluire nell'armata di Lee, portando la forza difensiva a 4 500 uomini. I principali gruppi di Butler (il XVIII Corpo d'armata di Smith, la divisione di fanteria di Hinks e la cavalleria di Kautz) attraversarono il fiume Appomattox a Broadway Landing e il 15 giugno attaccarono le difese di Petersburg. Gli uomini di Beauregard furono costretti a retrocedere dalla prima linea trincerata fino a Harrison Creek. Al sopraggiungere dell'oscurità, il XVIII Corpo d'armata fu sostituito con il II Corpo d'armata. Il 16 giugno il II Corpo d'armata conquistò un'altra sezione della linea di difesa Confederata; il 17 giugno il IX Corpo d'armata avanzò ulteriormente. Beauregard svuotò la Howlett Line a Bermuda Hundred per difendere la città e Lee si precipitò ad inviare rinforzi a Petersburg dall'Armata della Virginia settentrionale. Il 18 giugno i II, V e XI Corpi d'armata attaccarono, ma furono respinti subendo gravi perdite.
I comandanti dell'Unione avevano timore di continuare l'attacco in quanto Beauregard li aveva attirati in una serie di finti attacchi per fargli credere di essere in possesso di molti più uomini e molti più cannoni di quelli che invece effettivamente aveva, illuminando anche dei falsi accampamenti e costruendo dei falsi cannoni con dei ceppi di albero. Nell'arco delle 4 giornate, 100 000 uomini furono impiegati nella battaglia (62 000 per l'Unione, 38 000 per i confederati), le perdite furono ingenti (oltre 11 000 soldati nordisti e 4 000 sudisti) ed ormai, con le difese Confederate notevolmente rinforzate, l'Unione aveva perso la grande opportunità di conquistare Petersburg senza un assedio, come lo stesso Grant affermò nelle sue memorie. A causa degli errori commessi durante i primi giorni di battaglia, lo scenario era orientato verso un lungo assedio.

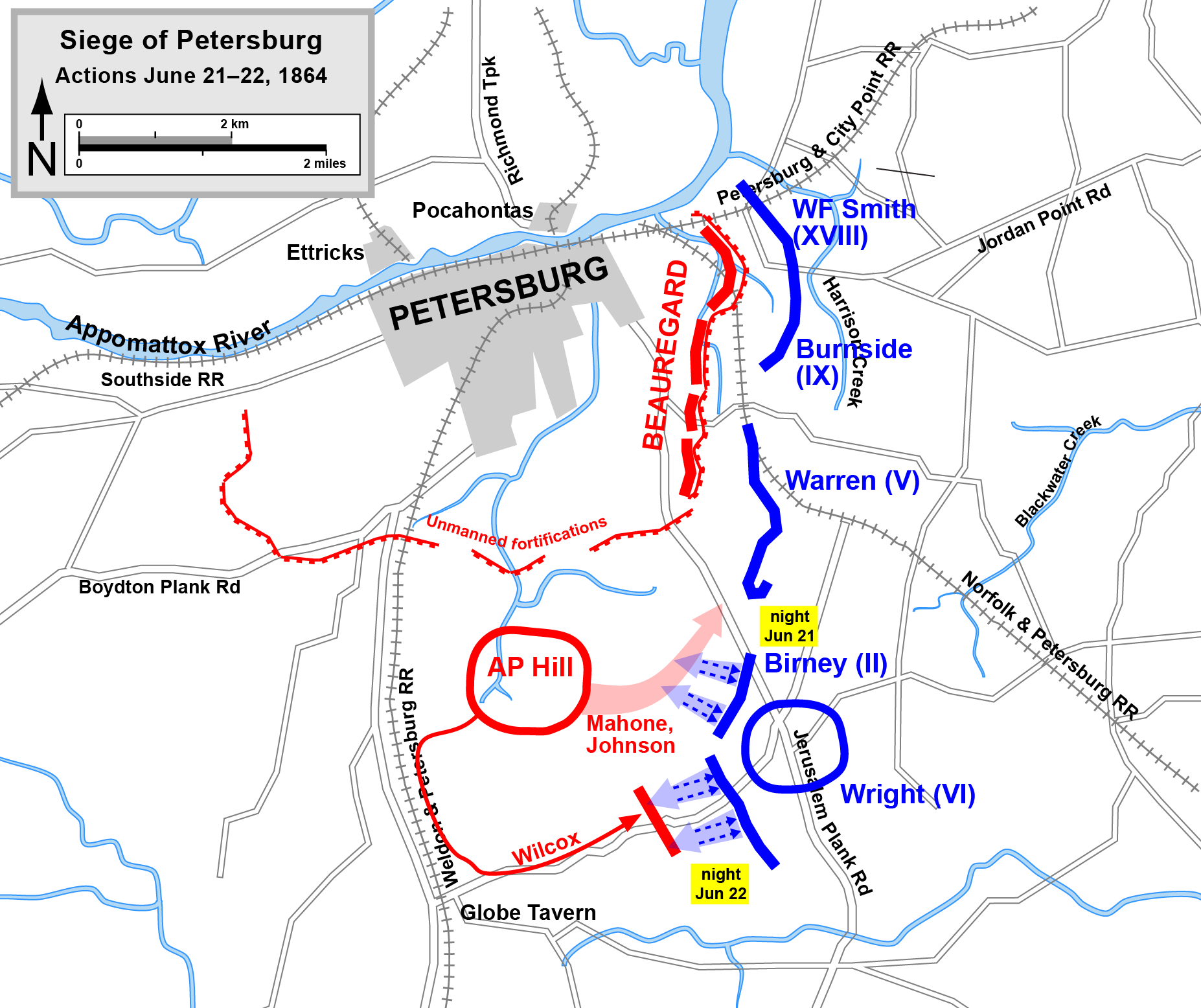
Assedio di Petersburg, movimenti contro la linea ferroviaria e contrattacco di A.P., 21 - 22 giugno

 Battaglia di Jerusalem Plank Road 21 - 24 giugno 
Il 21 giugno, il II Corpo d'armata dell'Unione, appoggiato dal VI Corpo d'armata, tentò di tagliare la linea ferroviaria di Weldon a sud di Petersburg, una delle maggiori linee di rifornimento per la città. L'azione fu preceduta dalla divisione di cavalleria di Wilson, che iniziò a distruggere i binari. Il 22 giugno, truppe del Corpo d'armata di A.P. Hill al comando del generale di brigata William Mahone, contrattaccarono. Mahone, un ingegnere ferroviario che aveva lavorato nella zona, sfruttò la perfetta conoscenza del territorio per cogliere di sorpresa il II Corpo d'armata e costringerlo ad allontanarsi dalla linee ferroviaria. Tuttavia, anche se i Federali erano stati respinti dalle loro posizioni avanzate e le loro perdite furono di gran lunga superiori (2 962 contro 572), la battaglia può definirsi non conclusiva, in quanto l'Unione riuscì ad estendere la linea di accerchiamento ad ovest della città. Sul campo di battaglia era presente anche il Presidente Abraham Lincoln.
Nel corso della battaglia fu ferito l'ufficiale unionista Ranald S. "Bad Hand" MacKenzie che, avendo perso due dita nello scontro, ebbe il soprannome di "Mala Mano".
 Battaglia di Staunton River Bridge 25 giugno 

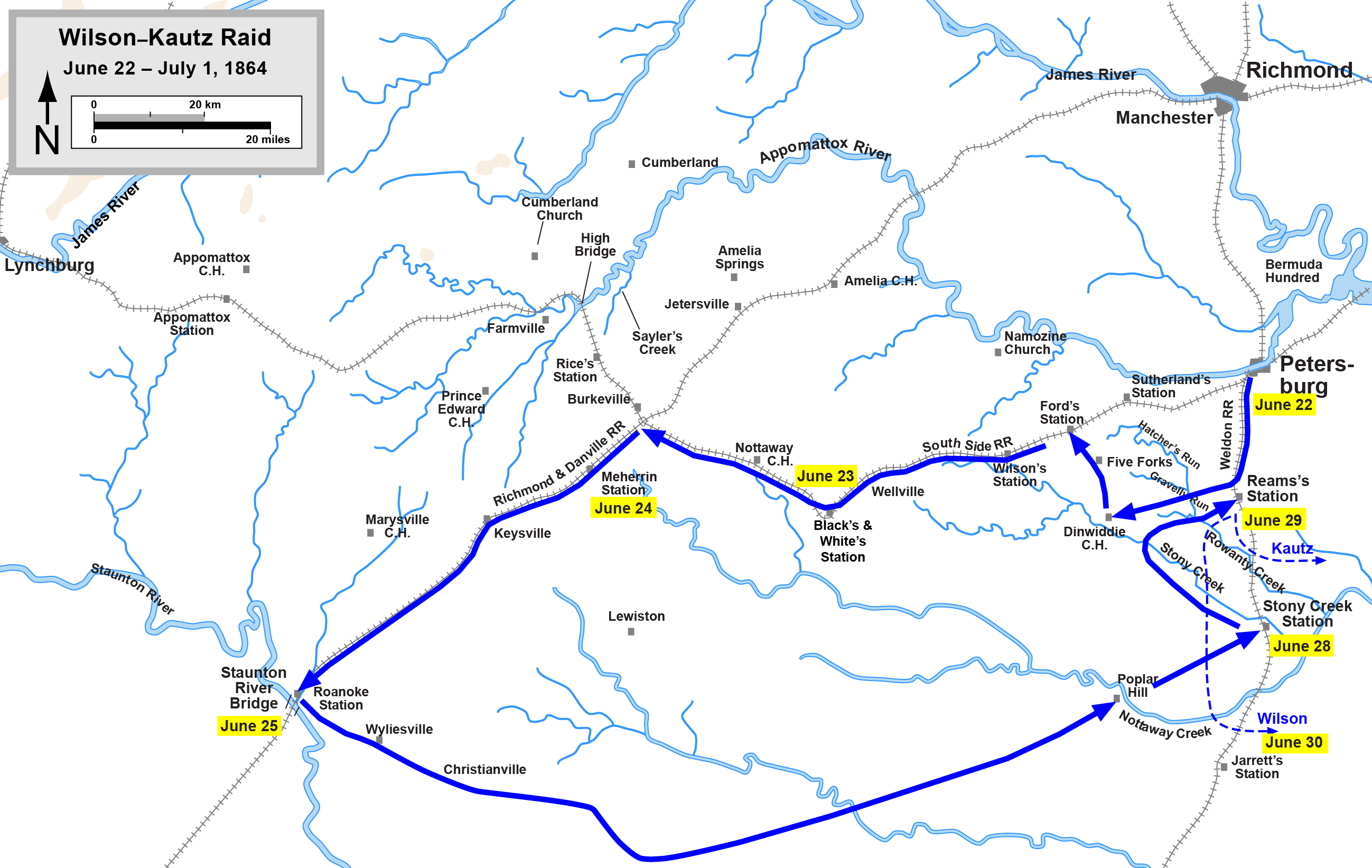
Il raid di Wilson e Kautz

Il 22 giugno le divisioni di cavalleria di Wilson e Kautz partirono dalla linea di assedio a Petersburg per andare a distruggere le linee di comunicazione ferroviaria dei Confederati. Cavalcando lungo la strada Dinwiddie Court House, tagliarono la linea ferroviaria South Side, vicino a Ford's Station, distruggendo le rotaie, le costruzioni ferroviarie e due treni con i rifornimenti. Il 23 giugno Wilson raggiunse il nodo ferroviario di Richmond & Danville a Burke Station, dove incontrò una pattuglia della cavalleria di Rooney Lee. Wilson seguì Kautz lungo la linea ferroviaria South Side, distruggendo circa 30 miglia (50 chilometri) di rotaie, e continuò ad avanzare. Il 24 giugno, mentre Kautz rimaneva a Burkeville impegnato in alcune schermaglie, Wilson raggiunse Meherrin Station sulla linea ferroviaria Richmond & Danville, e iniziò a distruggere le rotaie.
Il 25 giugno Wilson e Kautz continuarono a sradicare le rotaie a sud del ponte sul fiume Staunton, ma il loro lavoro fu ritardato dall'intervento della guarnigione che era a guardia del ponte per prevenirne la distruzione. I 296 riservisti confederati sotto il comando del Capitano Benjamin L. Farinholt, vennero affiancati da 642 uomini di rinforzo, la maggior parte volontari. Ma con abili diversivi i confederati fecero credere di avere una forza di 10 000 soldati. Il tentativo unionista di catturare il ponte fallì e l'arrivo della divisione di cavalleria sudista di Rooney Lee li costrinse ad abbandonare i piani di distruzione del ponte. In questo momento, i cavalieri si trovavano a quasi 100 miglia (circa 160 chilometri) dalle linee dell'Unione.
 Battaglia di Sappony Church 28 giugno 
La divisione di cavalleria di Rooney Lee inseguì gli uomini di Wilson e Kautz che, il 25 giugno, avevano fallito la missione di distruggere il ponte presso il fiume Staunton. Wilson e Kautz si diressero verso est e, il 28 giugno attraversarono il fiume Nottoway al ponte di Double e si spinsero verso nord al deposito di Stony Creek lungo la linea ferroviaria Weldon; lì furono attaccati dalla divisione di cavalleria di Wade Hampton. Durante la giornata la divisione di Rooney Lee arrivò a rinforzare quella di Hampton, e i Federali furono sottoposti a una pesante pressione. Durante la notte, Wilson e Kautz riuscirono a disimpegnarsi e si spinsero verso nord lungo la Halifax Road, presupponendo che la stazione di Ream fosse un luogo sicuro verso cui dirigersi, ma furono costretti ad abbandonare lungo la strada molti schiavi che erano fuggiti e che avevano cercato riparo tra le file delle divisioni di cavalleria Federali.
 Prima battaglia della stazione di Ream 29 giugno 
All'alba del 28 giugno la divisione di cavalleria di Kautz raggiunse la stazione di Ream lungo la linea ferroviaria Weldon che credeva essere presidiata dalla fanteria dell'Unione. Invece, Kautz trovò la strada sbarrata dalla divisione di fanteria Confederata di Mahone. La divisione di Wilson, difendendosi dagli attacchi della cavalleria di Rooney Lee, si unì a Kautz nei pressi della stazione di Ream, dove virtualmente furono circondati. Verso mezzogiorno, la fanteria di Mahone li attaccò frontalmente, mentre la divisione di cavalleria di Fitzhugh Lee minacciava il fianco sinistro dell'Unione. I cavalieri bruciarono i loro vagoni e abbandonarono l'artiglieria. Divisi dagli attacchi Confederati, Wilson e i suoi uomini ripiegarono verso sud attraverso la Stage Road per attraversare il fiume Nottoway, mentre Kautz riuscì ad attraversare il paese, raggiungendo le linee Federali intorno a Petersburg verso sera. Wilson continuò ad est verso il fiume Blackwater, prima di tornare verso nord riuscendo, il 2 luglio, a raggiungere le linee dell'Unione a Light House Point. Il raid di Wilson e Kautz causò la distruzione di più di 60 miglia (100 chilometri) di binari, interrompendo temporaneamente il traffico ferroviario di Petersburg. Ma tutto ciò a costo di ingenti perdite sia di uomini che di mezzi, tanto che Grant lo definì un disastro.
 Prima battaglia di Deep Bottom 27 - 29 luglio 
Durante la notte tra il 26 e il 27 luglio Winfield S. Hancock condusse il II Corpo d'armata dell'Unione e due divisioni della cavalleria di Sheridan a nord del fiume James per minacciare la città di Richmond. Questa manovra distolse l'attenzione delle forze confederate dall'imminente attacco alla città di Petersburg. I piani dell'Unione di aggirare le posizioni Confederate a New Market Heights e Fussell's Mill, furono abbandonati quando i Confederati, ottenuti notevoli rinforzi, contrattaccarono. Durante la notte del 29 luglio, i Federali attraversarono di nuovo il fiume, lasciando una guarnigione come testa di ponte a Deep Bottom.
 Battaglia del cratere 30 luglio 

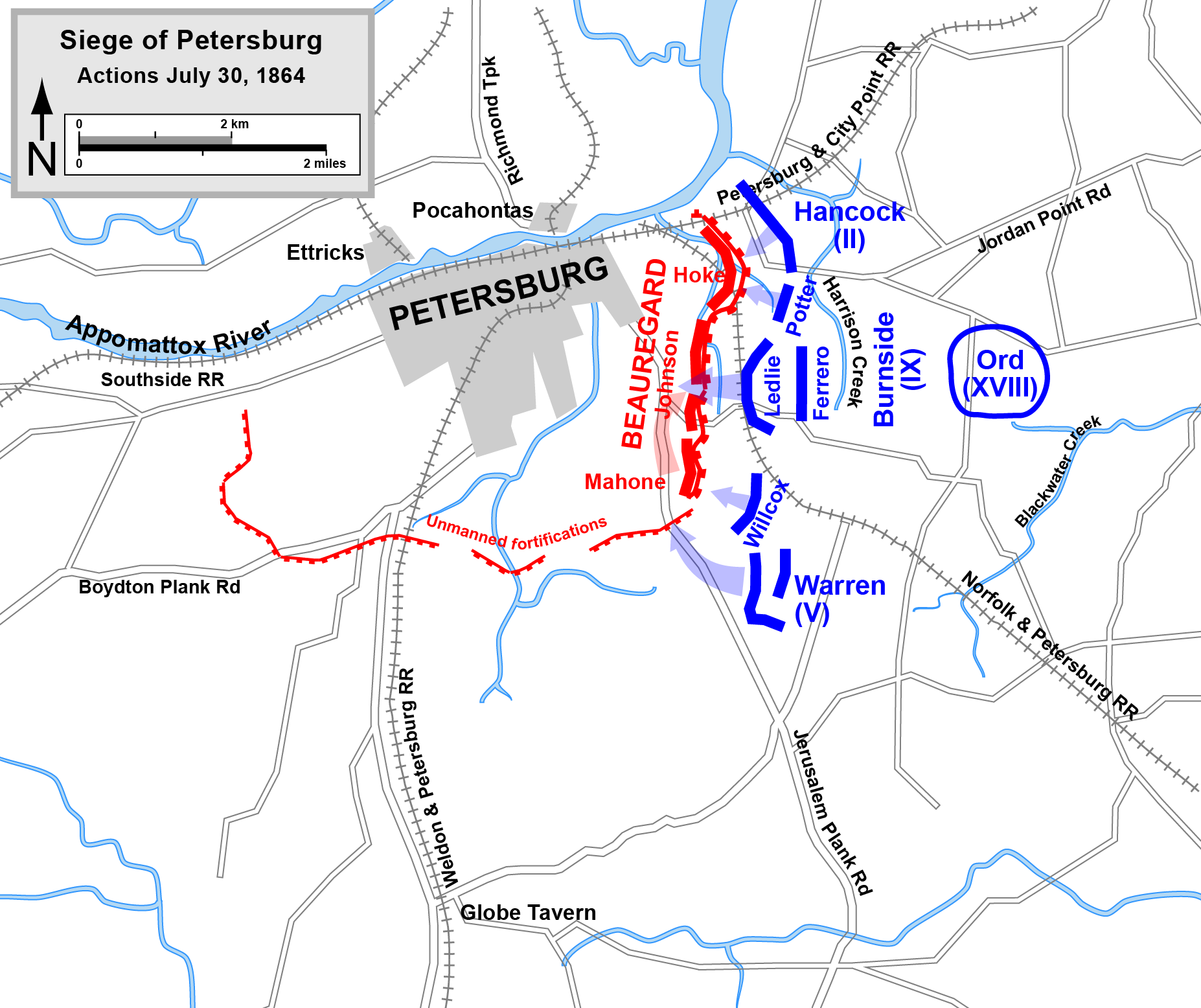
Assedio di Petersburg, battaglia del cratere - 30 luglio

Nel tentativo di rompere l'assedio, gli uomini (ex minatori delle miniere di carbone) del 48º fanteria Pennsylvania del IX Corpo d'armata di Burnside, al comando del tenente colonnello Henry Pleasants, scavarono un tunnel di 156 metri, sotto le linee confederate. Il 30 luglio fecero detonare gli esplosivi, creando un cratere di circa 41 metri di diametro, visibile anche oggi. Tra i 280 e i 350 soldati Confederati rimasero uccisi dall'esplosione. Il piano dell'Unione era quello di sfruttare l'esplosione per mandare le truppe afro-americane di Ferrero attraverso il varco creato, per attaccare gli obiettivi strategici nelle retrovie Confederate.
Tuttavia il piano fu modificato all'ultimo minuto a causa delle preoccupazioni politiche circa l'effetto le che truppe nere avrebbero avuto sulle difese Confederate e sull'opinione pubblica in generale; furono, quindi, sostituiti dall'improvvisata divisione di James Ledlie, e i risultati furono disastrosi: le truppe entrarono nel cratere, invece di muoversi intorno ai suoi bordi. Impossibilitati ad uscire scalando i lati ripidi del cratere, furono annientati dal fuoco che i Confederati riversarono su di loro. La divisione Confederata di William Mahone, che si trovava sul lato destro della linea dell'assedio, recuperò velocemente e portò deciso contrattacco alle linee dell'Unione. Più di 5 300 uomini dell'Unione rimasero uccisi in questa battaglia, che non raggiunse nessun obiettivo utile per la guerra.
 Seconda battaglia di Deep Bottom 13 - 20 agosto 
Lee, preoccupato per le sorti di Early impegnato nella Campagna della Valle dello Shenandoah, distaccò in suo aiuto una divisione di fanteria dal Corpo del Ten. Gen. Anderson. Grant pensò, erroneamente, di avere campo libero per la conquista di Petersburg e progettò di attirare gli ultimi difensori verso Richmond. Durante la notte tra il 13 e il 14 agosto il II e X Corpo d'armata dell'Unione, con la divisione di cavalleria di Gregg, tutti sotto il comando di Winfield S. Hancock, attraversarono il fiume James a Deep Bottom per minacciare Richmond, coordinando l'azione con un movimento teso a distruggere la linea ferroviaria Weldon a Petersburg. Il 14 agosto, verso mezzogiorno, cominciò l'assalto federale con 10 000 uomini guidati dal generale di brigata Francis C. Barlow. Le truppe unioniste, rallentate dal caldo opprimente, vennero facilmente respinte. Durante la notte il X Corpo d'armata di Birney si spostò verso la parte più estrema del fianco destro delle linee dell'Unione, nei pressi di Fussell's Mill, in appoggio a Barlow. La marcia di Birney venne rallentata dal terreno accidentato e così l'attaccò progettato per il 15 non fu eseguito.
Il 16 agosto l'assalto nei pressi di Fussell's Mill iniziò con successo, ben presto però i Confederati ribaltarono la situazione. La cavalleria di Rooney Lee sconfisse quella di Gregg a Fisher's Farm, mentre Birney e Hancock non si resero conto del vantaggio raggiunto, dando il tempo a Robert E. Lee di intervenire. Gli uomini dell'Unione furono respinti al di là delle posizioni appena acquisite. Aspri combattimenti continuarono nella zona per tutto il resto della giornata. Alla tregua del 17 agosto seguirono schermaglie fino al 20, quando i Federali ritornarono sul lato sud del fiume James, mantenendo la testa di ponte a Deep Bottom. Come nella prima battaglia di Deep Bottom, l'assalto federale era stato respinto da una minore forza difensiva. Tuttavia, l'operazione aveva costretto il generale Lee a distaccare le forze da Petersburg e Bermuda Hundred, impedendogli di rafforzare Early nella Shenandoah Valley.

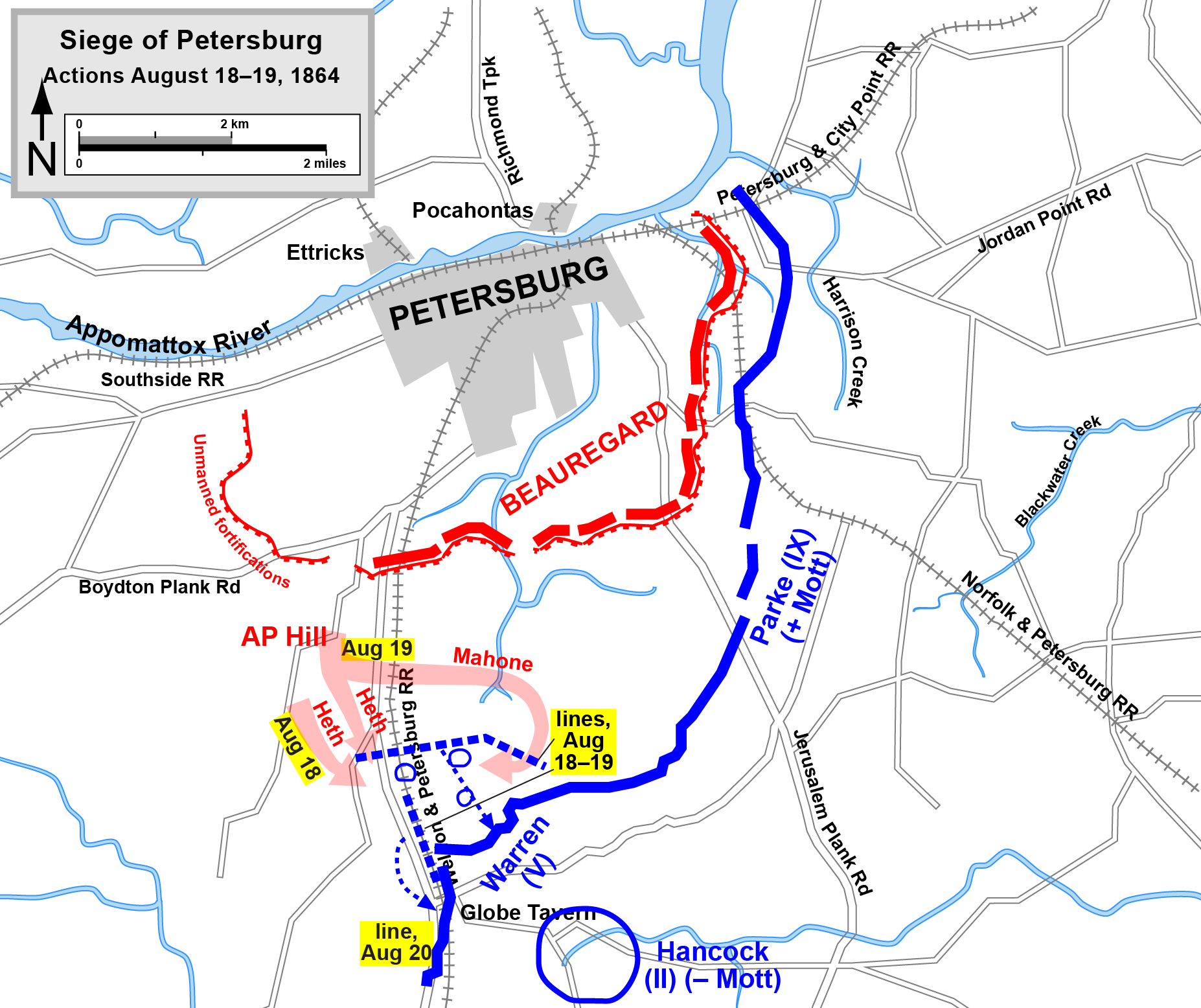
Assedio di Petersburg, La conquista della linea ferroviaria Weldon - 18-19 agosto

 Battaglia di Globe Tavern 18 - 21 agosto 
Mentre il comando di Hancock si insediava a Deep Bottom, a nord del fiume James, il V Corpo d'armata dell'Unione e alcuni gruppi del II e IX Corpo d'armata, sotto il comando di Gouverneur K. Warren, si stavano spostando dalle trincee di Petersburg per mettere fuori uso la linea ferroviaria Weldon. All'alba del 18 agosto Warren avanzò facendo indietreggiare le sentinelle Confederate, fino a raggiungere la ferrovia a Globe Tavern, iniziando l'opera di danneggiamento della linea. Nel pomeriggio la divisione Confederata del maggior generale Henry Heth contrattaccò, costringendo la divisione di Romeyn Ayres ad allontanarsi da Tavern. Durante la notte entrambi i contendenti si trincerarono. Il 19 agosto il Mag. Gen. confederato William Mahone, la cui divisione era stata fatta precipitosamente ritornare dal nord del fiume James, attaccò con cinque brigate di fanteria, avvolgendo il fianco destro della divisione di Crawford e causando il panico tra le file federali. Mentre l'attaccò di Mahone aveva successo, quello frontale di Heth veniva facilmente respinto dalla divisione unionista di Ayres.
Ottenuti ingenti rinforzi, Warren contrattaccò e all'imbrunire aveva riconquistato la maggior parte del terreno perso durante i combattimenti del pomeriggio. Il 20 agosto i Federali si dispiegarono e costruirono una robusta linea difensiva che ricopriva Blick House e Globe Tavern e si estendeva a est per congiungersi con la linea principale Federale a Jerusalem Plank Road. Il 21 agosto Hill cercò di individuare dei punti deboli nella linea Federale, ma le cariche condotte da Heth e Mahone non riuscirono a penetrare nelle robuste difese dell'Unione e dovettero abbandonare il campo di battaglia lasciando la ferrovia in mano federale. Nonostante le maggiori perdite (4 296 per l'Unione, 1 620 tra i confederati), con i combattimenti a Globe Tavern, Grant conquistò la prima vittoria nel corso della Campagna e riuscì ad estendere la linea di assedio ad ovest, tagliando la via ferroviaria primaria di Petersburg che la collegava con Wilmington nella Carolina del Nord. In questo modo i Confederati erano ora costretti a scaricare i vagoni ferroviari alla stazione di Stony Creek e trasportare il materiale su carri per 50 chilometri lungo la strada Boydton Plank per raggiungere Petersburg.
 Seconda battaglia della stazione di Ream 25 agosto 
Il 24 agosto il II Corpo d'armata dell'Unione, guidato da Hancock, continuò l'opera di distruzione della ferrovia Weldon muovendosi verso sud e sradicando i binari, preceduto dalla divisione di cavalleria di Gregg. Lee, non potendosi permettere di perdere il controllo della linea, inviò d'urgenza una cospicua forza guidata da A.P. Hill a fermare l'avanzata unionista. Il 25 agosto i Confederati attaccarono: da nord Wilcox con tre brigate di fanteria, da sud la cavalleria di Hampton. Meade, temporaneamente al comando dell'Armata del Potomac, inviò i suoi uomini a rinforzare le linee difensive unioniste, ad eccezione del settore controllato da Hancock, pensando che il suo fidato collaboratore avesse uomini a sufficienza. Heth, a cui Hill, malato, aveva assegnato il comando tattico delle operazioni, ne approfittò, attaccando e travolgendo le scarse forze dell'Unione alla stazione di Ream. Il panico si diffuse tra i nordisti e le forze confederate ebbero rapidamente ragione degli avversari causando numerose perdite (2 747 contro 814). Il vecchio II Corpo d'armata fu distrutto. Hancock arretrò fino alla linea dell'Unione a Jerusalem Plank Road, lamentando la scarsa capacità di combattimento delle sue truppe. Nonostante la netta vittoria sudista, da questo momento e per tutto il resto della guerra, la linea della South Side Railroad non fu più in grado di raggiungere Petersburg e i vagoni dovettero scaricare i rifornimenti 26 km più a sud.
 Il Raid della Bistecca 14 - 17 settembre 
Il Magg. Gen. Wade Hampton III condusse la cavalleria confederata forte di 3 000 uomini in un raid di oltre 100 miglia per rubare il bestiame destinato alle forze unioniste. La mossa ebbe successo e Hampton catturò 2 400 bovini, insieme a 11 carri e 304 prigionieri, soffrendo la perdita di soli dieci uomini.
 Battaglia di Chaffin's Farm e New Market Heights 29 - 30 settembre 
Per distrarre Lee dal reale obiettivo (tagliare le linee ferroviarie di rifornimento), Grant diede a Butler il compito di progettare un attacco a Richmond. Butler pianificò un attacco a due punte: l'ala destra (il X Corpo di Birney ed una divisione afro-americana delle United States Colored Troops) avrebbero tentato l'assalto delle linee confederate a New Market Road per poi conquistare le posizioni di artiglieria sulla New Market Heights; l'ala sinistra (il resto del XVIII Corpo) avrebbe attaccato Fort Harrison da sud-est, neutralizzando il punto di forza di tutta la linea confederata; infine, unendo le forze, l'Unione avrebbe attaccato Fort Gregg, Fort Gilmer e Fort Harrison. Durante la notte tra il 28 e il 29 settembre l'Armata del James di Butler attraversò il fiume James. La battaglia ebbe inizio all'alba. Birney ebbe successo, prendendo New Market Heights ma fu respinto a Fort Gregg, nel frattempo l'assalto del XVIII Corpo guidato dal Brig. Gen. George Stannard, consentiva la conquista di Fort Harrison. I Confederati riuscirono successivamente a ricompattarsi e contennero l'assalto nemico. Lee rinforzò le sue linee a nord del fiume James e, il 30 settembre, contrattaccò, ma senza ottenere risultati positivi. I Federali si trincerarono e i Confederati eressero una nuova linea di difesa. Come Grant aveva previsto, Lee aveva spostato le sue truppe per contrastare la minaccia contro Richmond, indebolendo così le sue linee a Petersburg.
 Battaglia di Peebles' Farm 30 settembre - 2 ottobre 
In concomitanza con l'offensiva di Butler a nord del fiume James, Grant estese il suo fianco sinistro per tagliare le linee di comunicazione Confederate a sud-ovest di Petersburg. Due divisioni del IX Corpo d'armata al comando del maggior generale John G. Parke, due divisioni del V Corpo d'armata al comando di Warren e la divisione di cavalleria di Gregg furono assegnate all'operazione. Il 30 settembre i Federali si mossero, passando per la Poplar Spring Church per raggiungere Squirrel Level e Vaughan Roads. Il Brig. Gen. Charles Griffin condusse il primo attacco contro i Confederati, indeboliti dalla partenza di 10 000 uomini assegnati al tentativo di riconquista di Fort Harrison. Griffin conquistò rapidamente Fort Archer, la linea difensiva Squirrel Level cedette così rapidamente che la fuga dei Confederati non permise all'Unione di catturare prigionieri. Warren fermò l'attacco per fortificare la nuova posizione. Nel tardo pomeriggio arrivarono i rinforzi Confederati che rallentarono l'avanzata delle truppe dell'Unione. Il 1º ottobre i Federali respinsero i contrattacchi confederati condotti dal Mag. Gen. Heth e dalla cavalleria di Hampton. Rinforzati dalla divisione del maggior generale Gershom Mott, il 2 ottobre le truppe dell'Unione ripresero l'avanzata conquistando Fort MacRae (che era difeso scarsamente) ed estesero ulteriormente il loro fianco sinistro prima di interrompere l'avanzata nei pressi della ferrovia della Boydton Plank Road, altro importante obiettivo strategico.
 Battaglia di Darbytown e New Market Roads 7 ottobre 
Per rispondere alla perdita di Fort Harrison e alla crescente minaccia portata dai Federali contro Richmond, il generale Robert E. Lee, il 7 ottobre ordinò un'offensiva contro la parte estrema del fianco destro dell'Unione. Dopo aver cacciato la cavalleria Federale dalle loro posizioni a protezione della Darbytown Road, le divisioni di Field e Hoke attaccarono la linea difensiva principale dell'Unione a New Market Road, ma furono respinte. I Federali non furono snidati e Lee si ritirò sulla linea di difesa di Richmond.
 Battaglia di Darbytown Roads 13 ottobre 
Il 13 ottobre le forze dell'Unione avanzarono per trovare la nuova linea difensiva dei Confederati intorno a Richmond e tastare la sua resistenza. Non ci fu una vera e propria battaglia, ma solo alcune schermaglie, durante le quali una brigata Federale assaltò le fortificazioni a nord di Darbytown Road, ma fu respinta subendo gravi perdite. Le truppe dell'Unione si ritirarono quindi nelle loro trincee lungo New Market Road.
 Battaglia di Fair Oaks e Darbytown Road 27 - 28 ottobre 
In associazione ai movimenti per la conquista di Boydton Plank Road a Petersburg, Benjamin Butler attaccò con il X Corpo d'armata le difese di Richmond lungo Darbytown Road. Il XVIII Corpo d'armata marciò a nord verso Fair Oaks dove fu sonoramente respinto dalla divisione confederata di Field. Le forze confederate contrattaccarono riuscendo a catturare 600 prigionieri. Le difese di Richmond rimasero intatte; tutte le offensive di Grant a nord del fiume James furono respinte facilmente.
 Battaglia di Boydton Plank Road 27 - 28 ottobre 
Sotto il comando di Hancock, le divisioni dei II, V e IX Corpi d'armata dell'Unione, e la divisione di cavalleria di Gregg (per un totale di più di 30 000 uomini) lasciarono le linee lungo Petersburg e marciarono verso ovest per attaccare Boydton Plank Road e la linea ferroviaria di South Side. Il 27 ottobre la divisione unionista del Brig. Gen. Gershom Mott attraversò la Boydton Plank Road e attaccò la cavalleria di Hampton, minacciando di tagliare in due la linea confederata. La reazione di A.P. Hill fu immediata, ma le sue pessime condizioni di salute lo obbligarono a cedere il comando a Heth. Il II Corpo di Hancock marciando troppo rapidamente si trovò isolato e fu sottoposto al contrattacco confederato condotto dalla divisione di Heth e dalla cavalleria di Hampton vicino a Burgess' Mill. I Federali furono costretti a retrocedere sulle posizioni iniziali. I confederati mantennero il controllo di Boydton Plank Road per il resto dell'inverno. Questo assalto fallito rappresentò l'ultima battaglia per Hancock, che rassegnò le dimissioni dal comando a causa di complicazioni delle ferite riportate a Gettysburg.

## Battaglie del 1865

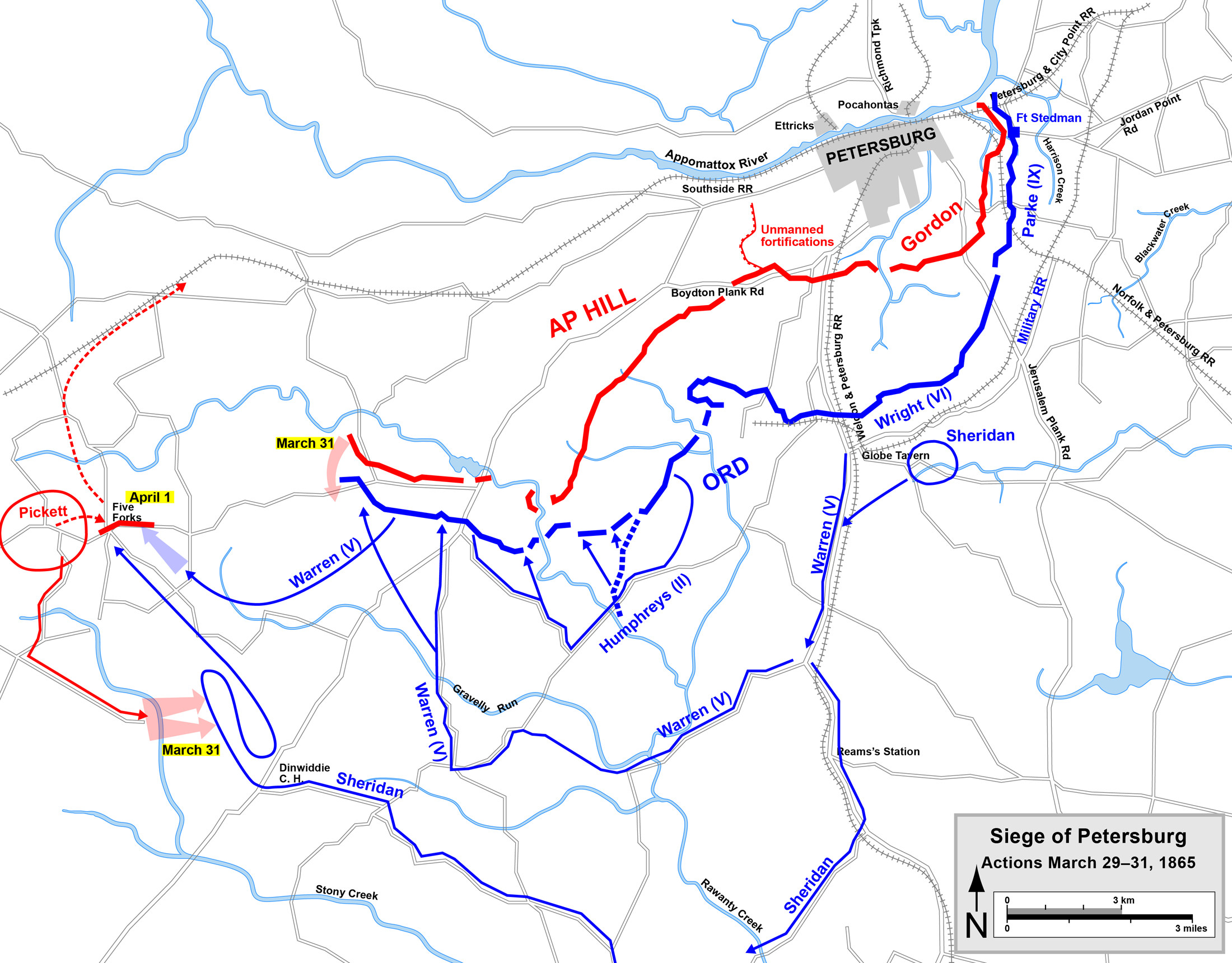
Assedio di Petersburg, azioni precedenti la battaglia di Five Forks

### Battaglia di Hatcher's Run 5 - 7 febbraio
Il 5 febbraio, 1865, la divisione di cavalleria di Gregg cavalcò verso Boydton Plank Road nel tentativo di intercettare i treni che portavano i rifornimenti ai Confederati. Il V Corpo d'armata di Warren attraversò Hatcher's Run e costituì un blocco stradale su Vaughan Road per prevenire contrattacchi confederati contro Gregg. Due divisioni del II Corpo d'armata, al comando del maggior generale Andrew A. Humphreys si spostarono verso ovest, vicino ad Armstrong's Mill per proteggere il fianco destro di Warren. Nel tardo pomeriggio John B. Gordon tentò di attaccare il fianco destro di Humphrey vicino al mulino (mill), ma fu respinto.
Durante la notte le truppe dell'Unione ricevettero due divisioni di rinforzo. Il 6 febbraio Gregg ritornò a Gravelly Run, lungo Vaughan Road, non essendo riuscito a compiere il suo raid e fu attaccato dalle divisioni Confederate del generale di brigata John Pegram. Warren fece avanzare i suoi uomini in ricognizione nelle vicinanze di Dabney's Mill e fu attaccato dalle divisioni di Pegram e Mahone. Durante questa azione il generale Pegram fu ucciso ma l'avanzata delle truppe dell'Unione venne bloccata. Il 7 febbraio Warren lanciò una nuova offensiva, respingendo i Confederati e riconquistando la maggior parte delle linee dell'Unione attorno Dabney's Mill perse il giorno prima. I Federali estesero i loro trinceramenti a Vaughan Road.

### Battaglia di Fort Stedman 25 marzo
Nel marzo 1865, l'esercito di Lee era allo stremo, indebolito da diserzioni, malattie e carenza di forniture. La superiorità numerica di Grant era circa 125 000 a 50 000 Lee sapeva che i 50 000 uomini di Sheridan, sconfitto Early nella battaglia di Waynesboro nella valle dello Shenandoah, sarebbero presto tornati per unirsi a Grant e che altrettanto avrebbe fatto Sherman che stava marciando attraverso la Carolina. Lee chiese un consiglio al Mag. Gen. John B. Gordon che indicò tre vie in ordine di preferenza: offrire condizioni di pace al nemico; abbandonare Richmond e Petersburg per unirsi al generale Joseph E. Johnston e congiuntamente sconfiggere Sherman; effettuare immediatamente un disperato attacco a sorpresa. Lee optò per la terza opportunità. Gordon pianificò un attacco con metà della fanteria disponibile contro Fort Stedman, una delle fortificazioni nordiste che cingevano Petersburg, per poi spostarsi lungo le linee dell'Unione per distruggere le restanti fortificazioni e fare spazio per l'attacco principale. L'obiettivo finale era City Point, il quartier generale di Grant e principale base di rifornimento unionista. Quasi 20 000 confederati vennero assegnati all'operazione.
L'attacco iniziò prima dell'alba, con tiratori scelti e ingegneri mascherati da disertori che si diressero verso i picchetti dell'Unione per rimuovere ogni ostacolo che avrebbe ritardato l'avanzata della fanteria. Subito dietro tre gruppi di 100 uomini dovevano giungere ad uno scontro corpo a corpo e per sfruttare velocità e fattore sorpresa erano dotati di moschetti scarichi per impedire al nemico di sentire il fuoco confederato. La prima fase del piano funzionò a meraviglia e i Confederati si impossessarono di Fort Stedman, catturando il Brig. Gen. Napoleon B. McLaughlen, responsabile del forte, aprendo un varco di 300 metri nella linea unionista e cominciando il bombardamento di Fort Haskell. La risposta nordista fu però rapida, in particolare il Mag. Gen. John G. Parke del IX Corpo e la divisione riservista del Brig. Gen. John F. Hartranft riuscirono a bloccare l'avanzata sudista e lanciarono un violento contrattacco che causò all'esercito di Gordon notevoli perdite. Il tentativo confederato era fallito, gli uomini di Lee tornarono alle posizioni iniziali lasciando anche Fort Stedman. In sole 4 ore i Confederati persero 4 000 uomini, i Federali solo 1 044.

## Conseguenze

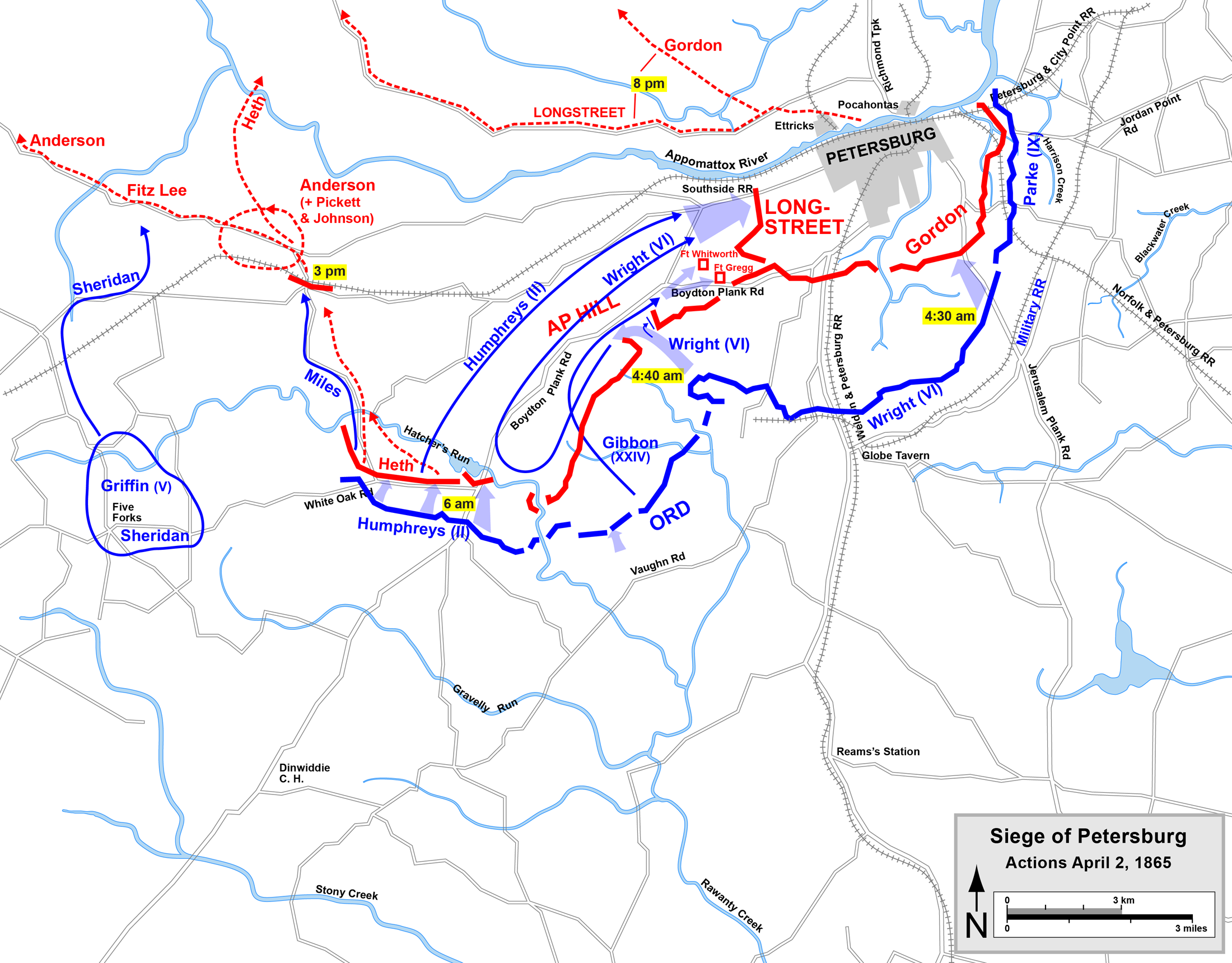
L'assalto finale di Grant e la ritirata di Lee (Campagna di Appomattox)

La disfatta a Fort Stedman fu un colpo devastante per l'esercito di Lee che fu il preludio alla sconfitta nella Campagna di Appomattox e alla caduta di Petersburg il 2 e 3 aprile.
Dopo la vittoria a Five Forks il 1º aprile, Grant ordinò un assalto lungo tutta la linea Confederata. Il VI Corpo d'armata di Wright fu impegnato nel decisivo sfondamento a Boydton Plank Road. Il XXIV Corpo d'armata di Gibbon invase Fort Gregg dopo un'eroica resistenza delle truppe confederate. Il IX Corpo d'armata di Parke conquistò le trincee ad est, pur incontrando una strenua resistenza. Nei giorni seguenti, Lee ritirò il suo esercito fuori da Petersburg e Richmond, e si diresse verso ovest, nel tentativo d'incontrarsi con le forze sotto il comando del generale Joseph E. Johnston in Carolina del Nord. Il risultato della Campagna di Appomattox costrinse il generale Lee alla resa il 9 aprile a Appomattox Court House, un villaggio situato 5 chilometri a est da Appomattox in Virginia.
L'assedio di Petersburg causò moltissime vittime da entrambe le parti. L'assalto iniziale a Petersburg nel giugno 1864 costò all'Unione 11 386 morti e feriti e circa 4 000 ai difensori Confederati. Le vittime dell'assedio vero e proprio, che si concluse con l'attacco a Fort Stedman, sono stimate in 42 000 per l'Unione e 28 000 per i Confederati.